# مستر غودبار
شوكولاتة Mr.Goodbar من شركة هيرشي
Mr. Goodbar عبارة عن قطعة من الحلوى تحتوي على الفول السوداني والشوكولاتة، ویمكن معرفة العبوة من خلال الخلفیة الصفراء والنص الأحمر. تم تصنیعھا من قبل شركة Hershey وتم تقدیمھا في عام 1925. على الرغم من أن قطع الشوكولاة بالحلیب واللوز لشركة Hershey قد تم إنتاجھ منذ عام 1908، لم یرغب میلتو ھیشرتشي Milton Hershey  في البدایة في ربط اسم العلامة التجاریة Hershey بشوكولاتة تحتوي على الفول السوداني، لذلك تم تقدیمھ كمنتج من قبل "Chocolate Sales Corporation" (اسم شركة وھمي أنشأه William Murrie) وھو متوفر حالیاً كمنتج فردي وكواحد من أصناف Hershey's Miniatures. 
خلال فترة الكساد الكبیر، انخفضت مبیعات منتجات شركة Hershey بنسبة 50٪. قرر میلتون ھیرشي عدم السماح لذلك بالتأثیر على موظفیھ والمدینة التي أنشأھا لھم، ورفض تقدیم المشورة لتسریح العمال وبدلا ً من ذلك وجھ الشركة لإیجاد وسیلة بدیلة لزیادة الإیرادات.بدأت الشركة حملة تسویقیة للترویج لقطعة الحلوى كوجبة غنیة بالبروتین بسبب احتوائھا على الفول السوداني. إلى جانب تقلیل ساعات العمل وإلغاء المكافآت، خرجت شركة Hershey من الكساد في وضع قوي، وبحلول عام 1936، وصلت الأرباح إلى مستوى عشرة أضعاف رواتب الشركة.

## تغییرات في المكونات لتقلیل تكالیف الإنتاج
تم تعدیل التركیبة في عام 1995 لإضافة المزید من الفول السوداني.
في عام 2008، استبدلت شركة Hersey زبدة الكاكاو ببدائل زیت أرخص. غیرت الشركة وصف المنتج وغیرت العبوة قلیلاً مع المكونات. على الرغم من أن الصیغة تحتوي على الشوكولاتة، وفقاً لقوانین وضع العلامات الغذائیة لإدارة الغذاء والدواء الأمریكیة، إلا أن ھذه الوصفات المعدلة التي لا تحتوي على زبدة الكاكاو لا یمكن وصفھا قانوناً على أنھا شوكولاتة بالحلیب.
بحلول عام 2014، عادت شوكولاتة الحلیب كمكون أساسي.
في عام 2021، لم تعد شوكولاتة Mr. Goodbar شوكولاتة بالحلیب، وإنما «حلوى الشوكولاتة.»